# FlyMontserrat
FlyMontserrat es una aerolínea con base en el Aeropuerto John A. Osborne en Montserrat.

## Historia
El 28 de mayo de 2009, la aerolínea recibió su Certificado de Operador Aéreo de la Autoridad de Aviación Civil de Ultramar del Reino Unido y el sábado 30 de mayo de 2009 tuvo lugar el primer vuelo chárter de la aerolínea. Desde entonces, la Junta de Turismo de Montserrat, el Departamento Británico para el Desarrollo Internacional (DFID) y el gobierno de Montserrat, proporcionaron los fondos para la aerolínea.

## Flota
- 5 Britten-Norman Islander

## Destinos regulares
| Destinos          | Código | Código | Aeropuerto                          | Notas |
| Destinos          | IATA   | OACI   | Aeropuerto                          | Notas |
| ----------------- | ------ | ------ | ----------------------------------- | ----- |
| Antigua y Barbuda |        |        |                                     |       |
| Saint John        | ANU    | TAPA   | Aeropuerto Internacional V. C. Bird |       |
| Montserrat        |        |        |                                     |       |
| Brades            | MNI    | TRPG   | Aeropuerto John A. Osborne          | HUB   |

## Destinos chárter
| Destinos                     | Código | Código | Aeropuerto                                    | Notas |
| Destinos                     | IATA   | OACI   | Aeropuerto                                    | Notas |
| ---------------------------- | ------ | ------ | --------------------------------------------- | ----- |
| Antigua y Barbuda            |        |        |                                               |       |
| Saint John                   | ANU    | TAPA   | Aeropuerto Internacional V. C. Bird           |       |
| Codrington                   | BBQ    | TAPH   | Aeropuerto de Codrington                      |       |
| Islas Vírgenes Británicas    |        |        |                                               |       |
| Tórtola                      | EIS    | TUPJ   | Aeropuerto Internacional Terrance B. Lettsome |       |
| Dominica                     |        |        |                                               |       |
| Roseau                       |        |        | Aeropuerto Canefield                          |       |
| Marigot                      |        |        | Aeropuerto Melville Hall                      |       |
| Guadalupe                    |        |        |                                               |       |
| Pointe-à-Pitre               | PTP    | TFFR   | Aeropuerto Internacional de Pointe-à-Pitre    |       |
| Antillas Neerlandesas        |        |        |                                               |       |
| San Eustaquio                |        |        | Aeropuerto F.D. Roosevelt                     |       |
| Philipsburg                  | SXM    | TNCM   | Aeropuerto Internacional Princesa Juliana     |       |
| San Bartolomé                |        |        |                                               |       |
| San Bartolomé                | SBH    | TFFJ   | Aeropuerto Gustaf III                         |       |
| San Cristóbal y Nieves       |        |        |                                               |       |
| Newcastle                    | NEV    | TKPN   | Aeropuerto Internacional Vance W. Amory       |       |
| Basseterre                   | SKB    | TKPK   | Aeropuerto Internacional Robert L. Bradshaw   |       |
| Santa Lucía                  |        |        |                                               |       |
| Castries                     | SLU    | TLPC   | Aeropuerto George F. L. Charles               |       |
| San Vicente y las Granadinas |        |        |                                               |       |
| Kingstown                    |        |        | Aeropuerto Internacional Argyle               |       |
| Anguilla                     |        |        |                                               |       |
| The Valley                   |        |        | Aeropuerto de Anguilla Wallblake              |       |
| Montserrat                   |        |        |                                               |       |
| Brades                       | MNI    | TRPG   | Aeropuerto John A. Osborne                    | HUB   |

## Accidentes e incidentes
- El 16 de abril de 2011, un Britten-Norman Islander proveniente del Aeropuerto Internacional V. C. Bird sufrió una excursión en pista cuando se disponía a aterrizar en el Aeropuerto John A. Osborne, sin fatalidades.[3]
- El 7 de octubre de 2012, otro Britten-Norman Islander se estrelló durante el despegue del Aeropuerto Internacional V. C. Bird, ocasionando la muerte a 3 de sus 4 ocupantes, la causa de este accidente fue la contaminación del tanque del combustible que originó el apagado del motor.[4]
- El 23 de septiembre de 2019, un Britten-Norman Islander procedente del Aeropuerto Internacional V. C. Bird sufrió una excursión en pista cuando se orientaba a aterrizar en el Aeropuerto John A. Osborne, sin víctimas, la causa fue que el avión aterrizo demasiado rápido conjuntamente con la pista mojada.[5]